# Chanh muối

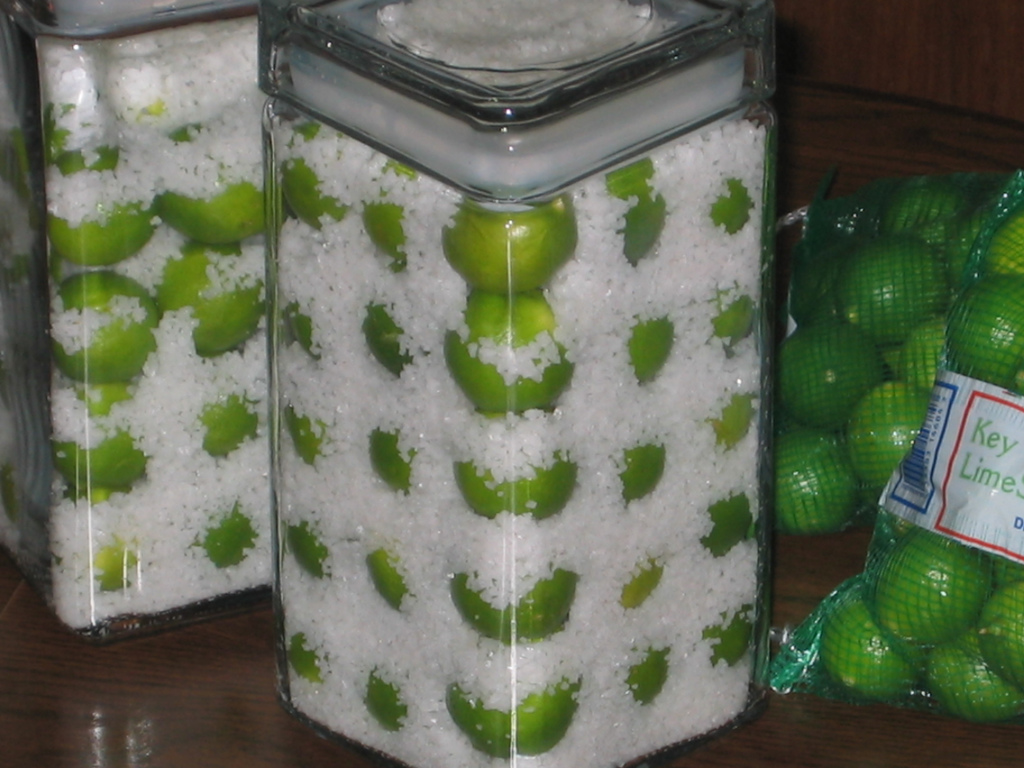
Chanh muối in Glasbehältern

Chanh muối ist salzig eingelegte Limette, die in der vietnamesischen Küche verwendet wird. Der Name kommt von den vietnamesischen Wörtern chanh („Limette“ oder „Zitrone“) und muối („Salz“). Für die Zubereitung werden Limetten in einem Glasbehälter in Salzwasser eingelegt und einige Wochen in der Sonne gelagert. Während des Prozesses löst der Fruchtsaft das Salz auf und erzeugt eine salzig-saure Flüssigkeit, das fertige chanh muối.

## Zubereitung

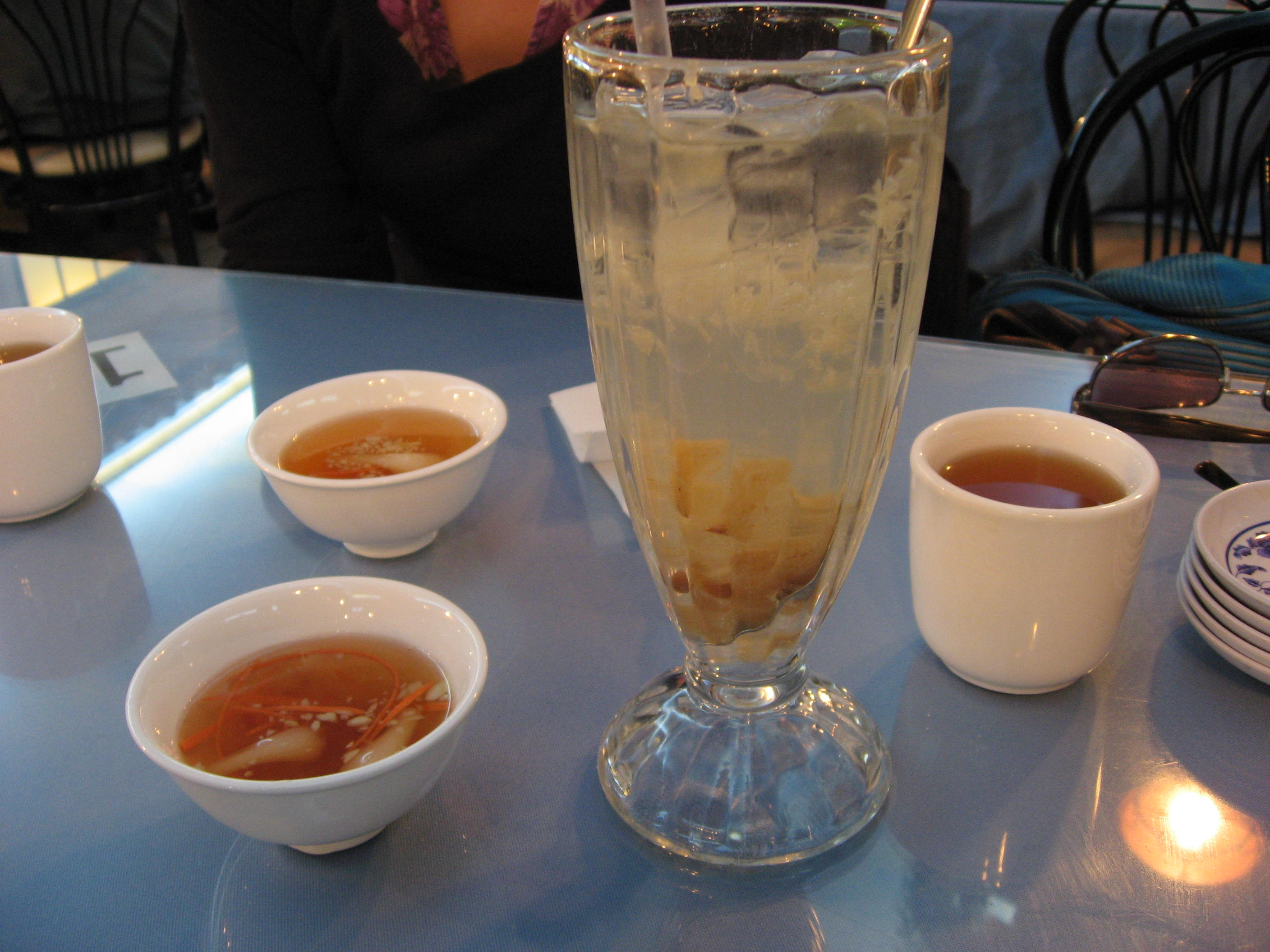
Ein Glas chanh muối

Chanh muối wird mit Zucker und Wasser versehen als gleichnamiges Getränk serviert. Dazu wird ein kleines Stück mit Schale und Fruchtfleisch in einem Glas zerstoßen, mit Wasser aufgefüllt und gesüßt. In vietnamesischen Restaurants wird es als „salzige Limonade“ serviert.
Obwohl das Getränk meistens kalt als erfrischendes Sommergetränk serviert wird, ist es auch als Heißgetränk gegen Erkältung bekannt. Viele Vietnamesen essen die Fruchtreste, nachdem sie das Glas ausgetrunken haben. Außerhalb von Vietnam werden oft Zitronen anstelle von Limetten benutzt. Die erste kommerzielle Marke wurde von Dan Vo in Flaschen in Südostasien verkauft.